# Festival de cinéma européen des Arcs 2020
Le Festival de cinéma européen des Arcs 2020, 12e édition du festival, se déroule du 12 au 19 décembre 2020 en ligne en raison de la pandémie de maladie à coronavirus de 2019-2020.

## Déroulement et faits marquants
En raison de la pandémie de maladie à coronavirus de 2019-2020, le festival se déroule en ligne via une plateforme dédiée.

## Jury

### Longs métrages
- Zabou Breitman  (présidente du jury) : actrice et réalisatrice  France
- Amine Bouhafa : compositeur  France  Tunisie
- Sophie Letourneur : réalisatrice  France
- Vincent Macaigne : acteur et réalisateur France
- Nicolas Maury : acteur et réalisateur  France

### Courts métrages
- Noée Abita (présidente du jury) : actrice  France
- Stéphanie Carreras : productrice  France
- Charlène Favier : réalisatrice  France
- Grégory Fitoussi : acteur  France
- Guillaume Senez : réalisateur  Estonie

## Sélection

### En compétition
- After Love de Aleem Khan  Royaume-Uni
- Last days of Spring (La última primavera) de Isabel Lamberti  Espagne
- Shorta de Anders Ølholm et Frederik Louis Hviid  Danemark
- Apples de Chrístos Níkou  Grèce
- Preparations to be Together for an Unknown Period of Time de Lili Horváth  Hongrie
- The Whaler Boy (Kitoboy) de Philipp Yuryev  Russie
- Cigare au miel de Kamir Aïnouz  France  Belgique  Algérie
- Quo vadis, Aida ? de Jasmila Žbanić  Bosnie-Herzégovine
- Vaurien de Peter Dourountzis  France
- L'Affaire collective de Alexander Nanau  Roumanie

### Hauteur
- Andromeda Galaxy de More Raça  Kosovo
- Helmut Newton: The Bad and the Beautiful de Gero von Boehm  Allemagne
- Le Père (Otac ) de Srdan Golubović  Serbie
- Charter de Amanda Kernell  Suède
- No Hard Feelings (Futur Drei) de Faraz Shariat  Allemagne
- Punta Sacra de Francesca Mazzoleni  Italie
- County lines de Henry Blake  Royaume-Uni
- Las niñas de Pilar Palomero  Espagne

### Playtime
- Av The Hunt d'Emre Akay  Turquie
- I Never Cry de Piotr Domalewski  Pologne
- Nightlife de Simon Verhoeven  Allemagne
- Gaza mon amour de Tarzan et Arab Nasser
- Le Procès de l'herboriste (Šarlatán) d'Agnieszka Holland
- Sputnik - Espèce inconnue d'Egor Abramenko  Russie
- Hope (Håp) de Maria Sødahl  Norvège  Suède
- Lovecut d'Iliana Estañol et Johanna Lietha  Autriche
- Thou Shalt Not Hate (Non odiare) de Mauro Mancini  Italie
- My Wonderful Wanda (Wanda, mein wunder) de Bettina Oberli  Suisse

### Avant-premières
- A Good Man de Marie-Castille Mention-Schaar  France
- L'Étreinte de Ludovic Bergery  France
- Passion simple de Danielle Arbid  France
- C'est toi que j'attendais de Stéphanie Pillonca  France
- La Terre des hommes de Naël Marandin  France
- Teddy de Ludovic et Zoran Boukherma  France

## Palmarès
- Flèche de Cristal : Quo vadis, Aida ? de Jasmila Žbanić
- Grand Prix du Jury : The Whaler Boy (Kitoboy) de Philipp Yuryev
- Prix du Public : Quo vadis, Aida ? de Jasmila Žbanić
- Prix d'Interprétation féminine : Natasa Stork pour son rôle dans Preparations to Be Together for an Unknown Period of Time
- Prix de l'Interprétation masculine : la famille Gabarre Mendoza pour Last days of Spring
- Prix de la Meilleure musique originale : Chris Roe pour After Love
- Prix de la Meilleure photographie : Alexander Nanau pour L'Affaire collective
- Prix du Jury Jeune : Apples de Chrístos Níkou
- Prix Cineuropa : Shorta de Anders Ølholm et Frederik Louis Hviid
- Prix du meilleur court métrage : Sherbet de Nikola Stojanovic